# Prisión

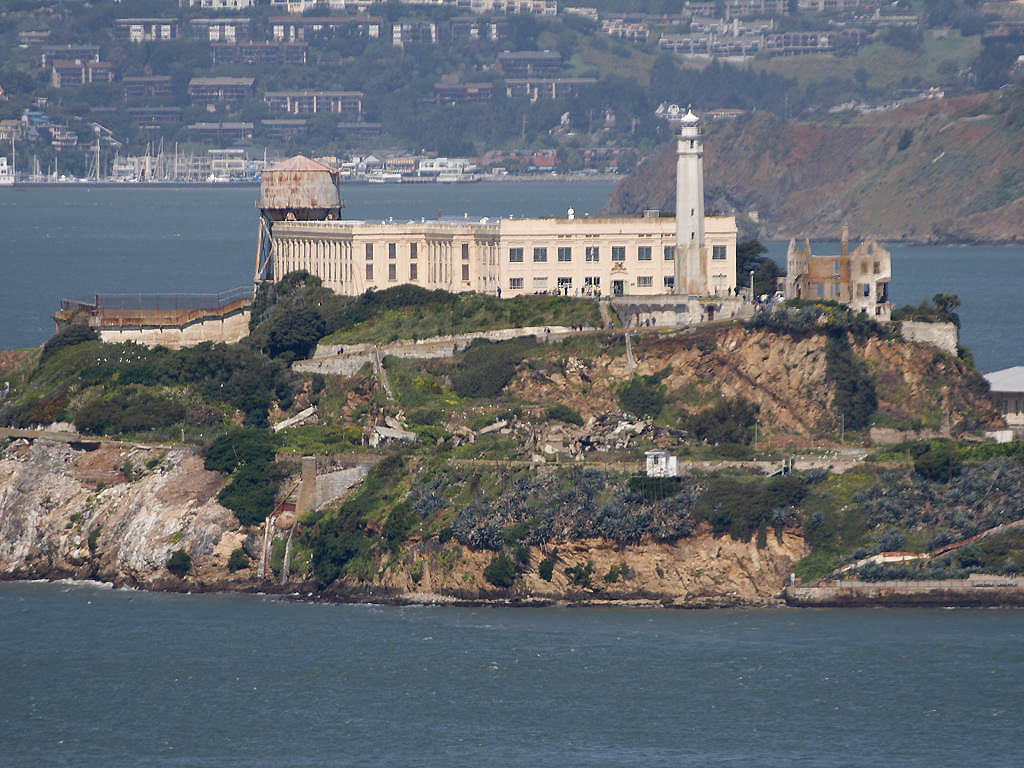
Prisión de Alcatraz, una prisión antigua de la Agencia Federal de Prisiones.

Una prisión, cárcel, penitenciaría o centro de detención es, por lo general, una institución autorizada por el gobierno en la que se encierra o encarcela a personas condenadas por la ley con la pena de privación de libertad por la comisión de ciertos delitos. Forman parte del sistema penitenciario, que es el conjunto de prisiones y la organización respectiva que las administra. Un tipo específico de centros de detención son las instalaciones en las que se encarcela a los prisioneros de guerra.
En la mayoría de los países, la única autoridad que puede ordenar el encarcelamiento de una persona es el poder judicial. No obstante, según los países, otras autoridades, como el poder ejecutivo, la policía, el ejército, las aduanas o incluso las instituciones de salud, pueden decidir otras formas de privación de libertad. En la actualidad, hay aproximadamente 10,35 millones de personas encarceladas en todo el mundo, la mayoría en los Estados Unidos, donde hay más de 2,2 millones.

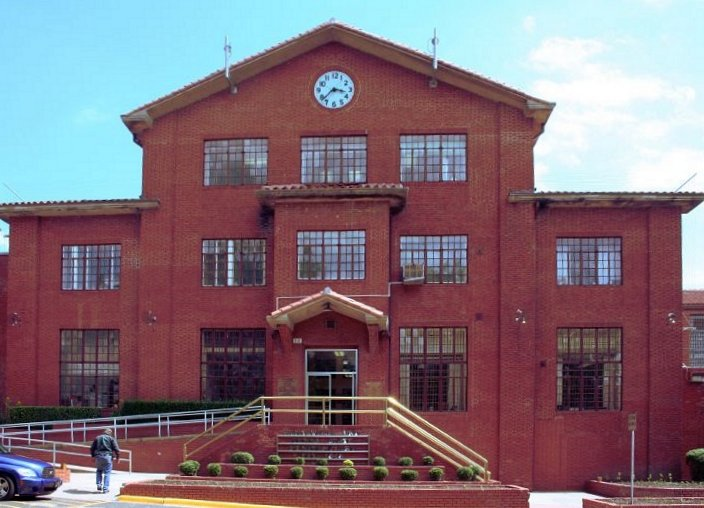
La Unidad de Huntsville, una prisión del Departamento de Justicia Criminal de Texas en Huntsville, Texas (Estados Unidos).

## Historia
Las prisiones han cambiado mucho dependiendo de las necesidades económicas y productivas de la sociedad. En un inicio, existían calabozos donde las personas esperaban a que llegara su sentencia, que estaba siempre relacionada con un castigo corporal para hacer valer y sentir el poder del monarca y de Dios. Los castigos eran suplicantes y buscaban infligir miedo para establecer el orden social, pero llegó un momento en el que se compadecía a los acusados y se veía con infamia a los verdugos, nació una necesidad de deshumanizar a los culpables (que hasta entonces no eran presuntamente inocentes desde que se les acusaba) y comenzó a cubrirse a los acusados cuando eran decapitados o se les cortaba una mano, bajo la premisa de volver más humano el proceso, se silenció e invisibilizó a los reos y la tortura se convirtió en algo que debía ocultarse. De ahí que las prisiones se encuentran a las afueras de las ciudades, donde nadie pueda verlas.
Por otro lado, según Nieves Sanz (2004), se puede observar que de encerrar a los reos y marginados, se empezaron a hacer casas de trabajo entre los siglos XVI y XVIII por la escasez de mano de obra y la necesidad de volver a los reos productivos, bajo el pretexto de reinsertarlos a la sociedad y abriendo la paradoja de «incluir excluyendo», aunque al llegar la revolución industrial y necesitar menos mano de obra, los internos comienzan a considerarse una amenaza para los trabajadores libres desocupados y vuelven a desaparecerlos. El castigo desde finales del siglo XVIII y hasta la fecha, recae sobre la voluntad y ya no en el cuerpo.
Durante mucho tiempo a lo largo de la historia, quienes cometían delitos eran castigados con penas físicas: latigazos, amputación de una extremidad del cuerpo, golpes, marcas. También era aplicada la pena de muerte a través de la utilización de maquinarias tales como la guillotina, las horcas, las picotas, hogueras, entre otras. La ejecución era producida, en general, por descuartizamiento o ahorcamiento, entre otras metodologías. En el proceso, la persona era víctima de atroces torturas en las cuales el objetivo era infligir el máximo dolor posible ante una audiencia que se acercaba a presenciar la situación.
Para comienzos del siglo XIX desaparece la espectacularización del castigo y se ingresa a un nuevo orden en el cual el castigo físico público sería erradicado. A partir de entonces se enfocaría en la pérdida de un bien o un derecho, en la actualidad esa pérdida radica en la supresión de la libertad ambulatoria. 
La creación de la institución carcelaria en el marco de la fundación del Estado Moderno tiene por objetivo utilizar el encierro institucional como recurso para gobernar el malestar social. Hacia fines del siglo XVIII y comienzos del siglo XX, con el nacimiento de la criminología, se comenzó a ver a la cárcel como un espacio para estudiar científicamente al delincuente y a la vez, para transformarlo en una persona dócil. La cárcel moderna surge entonces tras el encuentro entre las ideas punitivas de la sociedad occidental de modernizar el castigo y las necesidades del contexto político nacional.

## Objetivos
El objetivo de las prisiones o cárceles varía según las épocas y, sobre todo, las sociedades. Sus principales cometidos pueden ser:
- Separar al convicto de la criminalidad.
- Proteger a la sociedad de los elementos peligrosos.
- Disuadir a quienes pretenden cometer actos contrarios a la ley.
- Reeducar al detenido para su reinserción en la sociedad.
- Acallar a los oponentes políticos. Esta circunstancia se produce, de manera especial, en las dictaduras, aunque también en las democracias pueden existir prisioneros políticos.
- Impedir que los acusados (reos) puedan huir comprometiendo su próximo proceso, se habla, en este caso, de prisión preventiva.[6]

## Derechos humanos

Mapa mundial que indica el número de internos por cada 100.000 ciudadanos.

Los cuatro derechos fundamentales del hombre son, tras la Declaración de los Derechos del Hombre y del Ciudadano de 1789: la libertad, la propiedad, la seguridad y la resistencia contra la opresión. El primero de estos derechos (por su misma naturaleza) queda suspendido durante el cumplimiento de una condena. Pero el segundo y el tercero (propiedad y seguridad) están garantizados por la ley. En teoría, el encarcelamiento de una persona debe impedir, únicamente, la libertad para moverse a su antojo. En la práctica, la prisión restringe diversos derechos fundamentales (expresión, vida familiar, derechos cívicos, intimidad, dignidad). Paulatinamente los detenidos van adquiriendo el derecho a protestar contra las decisiones de la administración penitenciaria. 
El único derecho que pierde una persona que está encarcelada es el derecho a la libertad ambulatoria. Las Reglas Mínimas de las Naciones Unidas para el Tratamiento de los Reclusos, usualmente conocidas como Reglas Mandela, se encuentran nucleadas en un documento que despliega los principios y prácticas idóneos para el tratamiento de las personas privadas de libertad y la administración penitenciaria. Fueron adoptadas por las Naciones Unidas en 1955 y reformuladas en 2015. Su nombre fue elegido en honor al expresidente sudafricano Nelson Mandela, quien pasó 27 años en prisión.
Dentro de los principios fundamentales más destacados se encuentran los siguientes:
- Las reglas se aplicarán de forma imparcial y sin discriminación.
- El sistema penitenciario no deberá agravar los sufrimientos que implican la privación de la libertad y el despojo del derecho a la autodeterminación de las personas detenidas.
- Todos los reclusos serán tratados con el respeto que merecen su dignidad y su valor intrínseco en cuanto seres humanos.
- Nadie será sometido a tortura ni a tratos crueles, inhumanos o degradantes.
- Se tendrán en cuenta las necesidades individuales de los reclusos, en particular las de las categorías más vulnerables en el contexto penitenciario.
- Se deberán reducir al mínimo las diferencias entre la vida en prisión y la vida en libertad.

## Regímenes penitenciarios
Régimen penitenciario se refiere a las normas que regulan la vida de las cárceles y que buscan conseguir una buena convivencia entre los presos. Hay tres regímenes penitenciarios, que se corresponden con cada uno de los grados de clasificación.
- Régimen ordinario: se aplica a los penados clasificados en segundo grado, a los penados sin clasificar y a los detenidos y presos.
- Régimen abierto: se aplica a las personas penadas, clasificadas en tercer grado, que puedan continuar su tratamiento en un entorno social menos restrictivo.
- Régimen cerrado: se aplica a los penados clasificados en Primer Grado (régimen penitenciario cerrado o primer grado de prisiones) por su peligrosidad extrema o manifiesta inadaptación a los regímenes ordinario y abierto, y a los preventivos en quienes concurran idénticas circunstancias.

## Efectos en el preso
Entre los efectos más destacables del encarcelamiento se encontrarían los siguientes:
- Biológico: aumentos del instinto de ataque al no ser posible la huida, problemas para conciliar el sueño, problemas de privación sexual, sensoriales (visión, audición, gusto, olfato…).
- Psicológico: pérdida de la autoestima, drogodependencia, deterioro de la imagen del mundo exterior debido a la vida monótona y minuciosamente reglada, acentuación de la ansiedad, depresión, conformismo, indefensión aprendida, dependencia.
- Social: estigmatización, contaminación criminal, alejamiento familiar, laboral, aprendizaje de pautas de supervivencia extremas (mentir, dar pena, etc.).

El encierro que debe atravesar la persona detenida tiene consecuencias tanto en la salud física como en la mental. El aislamiento genera sufrimiento y perturbaciones y el paso de una persona por la institución carcelaria suele ser traumático.
En América Latina, las condiciones materiales de las unidades penales no suelen cumplir con los lineamientos generales dispuestos por organismos internacionales. La sobrepoblación carcelaria, la falta de higiene, la deficiente alimentación, la dificultad en el acceso de derechos básicos como salud y educación, hacen del cumplimiento de la pena basado en la privación de la libertad, un sufrimiento más para la persona detenida.

## Condenas de sustitución

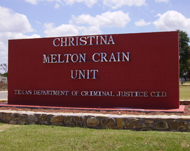
La Unidad Christina Crain, una prisión para mujeres en Gatesville, Texas

Las condiciones de vida en las cárceles están muy lejos de ser ideales. La privación de libertad afecta de manera indiscutible a las personas y, en algunos casos, la cárcel puede resultar incluso perniciosa para el deseo de reinserción de un prisionero. Debido a ello, la mayoría de las democracias contemplan la posibilidad de cambiar las penas de cárcel por penas sustitutivas como, por ejemplo:
- Trabajos de interés general (llamados trabajos comunitarios).
- Un brazalete electrónico de vigilancia, fijo o móvil.
- Una multa (que puede añadirse al encarcelamiento).
- Permisos condicionales (trabajo, formación, con obligación de ir a dormir a la cárcel). El incumplimiento de alguna de ellas conlleva una revocación de estos permisos y una revisión de la condena.
- Aplazamiento de la condena.
- Confiscación de los bienes que permitan el pago de la infracción cometida.

## Críticas
Las cárceles son cuestionadas por diferentes razones. Es necesario, no obstante, el separar los diferentes movimientos contestatarios:

### Vida en su interior
Tanto por sus condiciones de vida excesivamente duras (incluso inhumanas en ocasiones), como por la falta de medios de las instituciones penitenciarias, tanto en lo que concierne al personal como al económico, las asociaciones, como el Observatorio Internacional de Prisiones (OIP), u otras, luchan por la humanización de las condiciones de vida de los detenidos (Georg Kirchheimer y Georg Rusche, noción de less eligibility, en su obra Peine et structure sociale). Algunos universitarios (como Martine Hergoz-Evans o Eric Péchillon), trabajan para conseguir la aprobación de un derecho penitenciario que permita un control efectivo de las condiciones de vida de los internos así como un análisis sobre el sentido de las condenas. Debido a todo ello, las condiciones de vida en las cárceles se van mejorando, aunque todavía sean deficientes, y se sigue luchando por la normalización del sistema penitenciario, que se extiende a la esfera judicial.
En cárceles latinoamericanas, por ejemplo, se constata la existencia de "altos niveles de hacinamiento, insalubridad debido a la falta de agua, riñas y homicidios, además de agresiones sexuales y físicas". Un caso particular lo constituye Venezuela, donde en las cárceles incluso han surgido convictos peligrosos que se autoproclaman como "jefes" o "líderes" de los pabellones o de toda la prisión en sí; a los mismos se les adjudicó el nombre de pranes (esto último proviene de las siglas P.R.A.N. que significan "preso rematado asesino nato").
Los críticos y los contrarios a las prisiones, aluden, con frecuencia, a una cita atribuida (generalmente) a Albert Camus: "Una sociedad se juzga por el estado de sus prisiones", o "El Derecho humano no debe acabar en la puerta de las cárceles". Esta frase tiene particular interés cuando ilegalidades como las violaciones que ocurren al interior de recintos penitenciarios quedan impunes y no son denunciados por vicios del propio sistema, como la convivencia permanente del agresor con su víctima, o la omisión consciente y el desincentivo de los efectivos penitenciarios para que las víctimas denuncien estos hechos, aunado a carencias económicas de los recintos que impactan tanto en la seguridad del mismo como en la entrega de pruebas sobre estos abusos a las entidades competentes de sancionarlas.

### Abolicionismo
Algunos movimientos calificados de abolicionistas se oponen al propio concepto de «prisión». El movimiento anarquista rechaza totalmente el sistema penitenciario como símbolo del poder y del Estado, así como un freno hacia la libertad absoluta de los individuos. Creen que la inmensa mayoría de los delitos son el producto de esta desigualitaria sociedad que conduce a que ciertas fracciones de la sociedad, debido a sus circunstancias, se vean inclinados a delinquir. La lucha por la abolición de las cárceles fue, especialmente en Francia, realmente vigorosa a finales de los años 1970. Contó con el apoyo de los intelectuales (Michel Foucault, Pierre Vidal-Naquet, etc.), del Grupo de información sobre las cárceles (GIP), del Comité de acción de los prisioneros (CAP) y de los prisioneros y exprisioneros.
Thierry Lévy y algunos otros, creen que las nuevas tecnologías biométricas permitirían prescindir de las cárceles y llevar un control real y punible sobre los condenados.

### Reduccionismo
A diferencia de la corriente precedente, los reduccionistas no quieren suprimir las cárceles, sino reservarlas para las personas realmente peligrosas. Partiendo de la base de que la cárcel es la pena más cara (económicamente hablando), la menos eficaz (la tasa de reincidencia es notoria) y que no contribuye a la reinserción de la mayoría de los condenados, sino todo lo contrario, es que los reduccionistas proponen dar prioridad a las alternativas carcelarias (trabajos de interés social, educación sociocultural, suspensión del carné de conducir, etcétera) aplicadas a la mayoría de los detenidos que solo son condenados a pequeñas penas de prisión (8/12 meses). La cárcel pasaría a ser, en este caso, el último recurso.

## Casos nacionales

### México
La prisión a México llegó como una copia de las cárceles europeas y bajo las necesidades económicas y sociales que había en Europa, solo que al no existir concentración urbana ni población que disciplinar por lo que el sistema se fue quebrantando y en vez de reinsertar o disciplinar, solo se limitaron a contener personas, llevando al bajo control público y a la corrupción dentro de estas instituciones. 
Existen violaciones a los derechos humanos dentro de las prisiones en la República Mexicana, estudios de la Comisión Nacional de Derechos Humanos indican que en la mayoría de los estados de la República existen establecimientos donde hay sobre-población y se documentaron casos de centros estatales en los que dicha irregularidad excede en ocasiones el 600 % la capacidad instalada, y de algunas cárceles municipales donde alcanza el 1000%. Asimismo y como consecuencia de la sobre-población, se detectó también hacinamientos en una gran cantidad de establecimientos, a tal grado que se verificó que algunos lugares donde las celdas fueron construidas para albergar a cuatro internos, duermen hasta treinta personas.
En la actualidad, más de la mitad de las penitenciarías del país –220 de 420—se encuentran en condición de hacinamiento y operan a una capacidad de 124 % con más de 242 mil prisioneros en espacios diseñados para 195 mil. Los estados con las cárceles más sobrepobladas son: Nayarit, que trabaja a una capacidad actual de 188 %; el Distrito Federal, al 184 %, y Jalisco al 176 %.
Incluso, tres prisiones de alta capacidad en la Ciudad de México superan su ocupación en más de 200 %: el Reclusorio Preventivo Sur (274.17 %), el Reclusorio Preventivo Oriente (225.87 %) y el Reclusorio Preventivo Norte (217.65 %). En la Cárcel Distrital de Tepeaca, Puebla, al sobrepoblación llega al 400 % ya que en ella conviven 266 internos en un espacio diseñado para 46. Este tipo de hacinamiento, señala el documento, es contrario a las Reglas Mínimas para el Tratamiento de los Reclusos, de la Organización de las Naciones Unidas (ONU).

#### Argentina
En Argentina la finalidad de la pena de privación de la libertad es que el condenado tenga capacidad para: respetar y comprender la ley, comprender la gravedad del delito que cometió y la sanción que le impuso el juez. La pena debe buscar que el condenado vuelva a integrarse a la sociedad.
Las personas privadas de su libertad deben ser tratadas con el respeto propio de la dignidad humana y sus derechos fundamentales son a la vida, a la dignidad, a la integridad personal, física, psíquica y moral, a la igualdad de trato, a peticionar ante las autoridades, a la libertad de expresión, de conciencia y de religión, a la defensa, a no ser discriminadas, a la salud, al trabajo y a la educación y recreación. El tratamiento que recibe la persona privada de libertad debe ser programado, individualizado, obligatorio en todo lo que se relaciona con la convivencia, la disciplina y el trabajo y se deben tener en cuenta las condiciones personales del condenado, sus intereses y necesidades. Las demás actividades que formen parte del tratamiento deben ser voluntarias.
El régimen penitenciario es progresivo, es decir es un proceso gradual y flexible que permite a la persona que está en la cárcel avanzar paulatinamente hacia la recuperación de su libertad por medio de su propio esfuerzo (por ejemplo, trabajando o estudiando). En el mismo existen 4 etapas: período de observación, período de tratamiento, período de prueba y período de libertad condicional.
Colombia
Colombia no es de los países con más hacinamiento de América Latina, sin embargo, los privados de la libertad llevan por décadas padeciendo una continua violación de los derechos humanos  por las precarias condiciones de los establecimientos penitenciarios y carcelarios.
El libro "Vida y Muerte entre Rejas" del abogado, docente y escritor Alirio Galvis Padilla, muestra la cruda realidad de las cárceles colombianas y de América Latina, en donde se evidencia los altos grados de corrupción del sistema, violación de derechos humanos y una precaria administración de justicia que agrava el problema.
El doctor Galvis ha denunciado en múltiples medios de comunicación la necesidad de la transformación de estos centros penitenciarios y la necesidad que estos cumplan su función primordial de la RESOCIALIZACIÓN.

## En el cine
Muchas películas han abordado el tema de las cárceles, entre ellas:
- Sleepers
- Los hijos de la calle
- Sueño de fuga

## Población carcelaria por países
La población carcelaria puede medirse contra la población total del país.  A mediados de 2023, El Salvador tenía la mayor tasa carcelaria del mundo.
| 1   | Estados Unidos                         | 2,068,800 |
| 2   | China                                  | 1,690,000 |
| 3   | Brasil                                 | 811,707   |
| 4   | India                                  | 488,511   |
| 5   | Federación Rusa                        | 466,581   |
| 6   | Turquía                                | 309,558   |
| 7   | Tailandia                              | 285,572   |
| 8   | Indonesia                              | 271,069   |
| 9   | México                                 | 223,385   |
| 10  | Irán                                   | 189,000   |
| 11  | Filipinas                              | 165,583   |
| 12  | Sudáfrica                              | 140,948   |
| 13  | Vietnam                                | 125,697   |
| 14  | Egipto                                 | 120,000   |
| 15  | Etiopía                                | 110,000   |
| 16  | Argentina                              | 106,559   |
| 17  | Colombia                               | 97,074    |
| 18  | Myanmar (antes Birmania)               | 92,000    |
| 19  | Pakistán                               | 88,687    |
| 20  | Perú                                   | 87,245    |
| 21  | Marruecos                              | 84,990    |
| 22  | Bangladés                              | 83,107    |
| 23  | Reino Unido: Inglaterra y Gales        | 79,744    |
| 24  | Ruanda                                 | 76,099    |
| 25  | Polonia                                | 72,853    |
| 26  | Nigeria                                | 70,797    |
| 27  | Malasia                                | 69,507    |
| 28  | Francia                                | 69,448    |
| 29  | Arabia Saudí                           | 68,056    |
| 30  | Uganda                                 | 67,318    |
| 31  | Argelia                                | 65,000    |
| 32  | Alemania                               | 59,056    |
| 33  | Cuba                                   | 57,337    |
| 34  | Irak                                   | 57,000    |
| 35  | España                                 | 55,180    |
| 36  | Italia                                 | 54,609    |
| 37  | República de Corea                     | 53,920    |
| 38  | Kenia                                  | 52,979    |
| 39  | Taiwán                                 | 52,769    |
| 40  | Ucrania                                | 48,038    |
| 41  | Japón                                  | 47,064    |
| 42  | Australia                              | 42,403    |
| 43  | Chile                                  | 40,133    |
| 44  | Camboya                                | 39,000    |
| 45  | Canadá                                 | 38,570    |
| 46  | Venezuela                              | 37,543    |
| 47  | El Salvador                            | 70,000    |
| 48  | Turkmenistán                           | 35,000    |
| 49  | Ecuador                                | 34,580    |
| 50  | Kazajistán                             | 33,217    |
| 51  | Bielorrusia                            | 32,556    |
| 52  | Tanzania                               | 32,438    |
| 53  | Sri Lanka                              | 28,915    |
| 54  | Afganistán                             | 28,240    |
| 55  | Madagascar                             | 27,600    |
| 56  | República Dominicana                   | 26,600    |
| 57  | Angola                                 | 26,000    |
| 58  | Nepal                                  | 25,400    |
| 59  | Guatemala                              | 24,629    |
| 60  | Túnez                                  | 23,484    |
| 61  | Rumanía                                | 23,151    |
| 62  | Uzbekistán                             | 22,867    |
| 63  | Zambia                                 | 22,823    |
| 64  | Camerún                                | 22,430    |
| 65  | Azerbaiyán                             | 21,694    |
| 66  | Honduras                               | 21,675    |
| 67  | Costa de Marfil                        | 21,430    |
| 68  | Sudán                                  | 21,000    |
| 69  | Nicaragua                              | 20,918    |
| 70  | República Democrática del Congo        | 20,550    |
| 71  | Zimbabue                               | 20,407    |
| 72  | Panamá                                 | 19,824    |
| 73  | Israel                                 | 19,376    |
| 74  | República Checa                        | 19,105    |
| 75  | Mozambique                             | 18,378    |
| 76  | Bolivia                                | 18,260    |
| 77  | Jordania                               | 17,708    |
| 78  | Hungría                                | 16,752    |
| 79  | Paraguay                               | 15,469    |
| 80  | Costa Rica                             | 15,345    |
| 81  | Malaui                                 | 14,500    |
| 82  | Uruguay                                | 13,402    |
| 83  | Ghana                                  | 13,200    |
| 84  | Burundi                                | 12,544    |
| 85  | Portugal                               | 11,816    |
| 86  | Senegal                                | 11547     |
| 87  | Haití                                  | 11,253    |
| 88  | Grecia                                 | 11,001    |
| 89  | Serbia                                 | 10,844    |
| 90  | Siria                                  | 10,599    |
| 91  | Países Bajos                           | 10,542    |
| 92  | Bélgica                                | 10,284    |
| 93  | Singapur                               | 10,262    |
| 94  | Eslovaquia                             | 10,152    |
| 95  | Kirguistán                             | 10,142    |
| 96  | Emiratos Árabes Unidos                 | 9,826     |
| 97  | Yemen                                  | 9,719     |
| 98  | Georgia                                | 9,387     |
| 99  | Níger                                  | 9,187     |
| 100 | Libia                                  | 9,100     |
| 101 | Benín                                  | 9,000     |
| 102 | Laos                                   | 9,000     |
| 103 | Namibia                                | 8,900     |
| 104 | Puerto Rico (EE. UU.)                  | 8,884     |
| 105 | Chad                                   | 8,700     |
| 106 | Austria                                | 8,201     |
| 107 | Tayikistán                             | 8,000     |
| 108 | Nueva Zelanda                          | 7,702     |
| 109 | Reino Unido: Escocia                   | 7,479     |
| 110 | Burkina Faso                           | 7,401     |
| 111 | Suecia                                 | 7,317     |
| 112 | Hong Kong                              | 7,107     |
| 113 | Malí                                   | 7,000     |
| 114 | Sudán del Sur                          | 7,000     |
| 115 | Líbano                                 | 6,670     |
| 116 | Moldavia                               | 6,396     |
| 117 | Suiza                                  | 6,316     |
| 118 | Bulgaria                               | 6,080     |
| 119 | Mongolia                               | 5,832     |
| 120 | Lituania                               | 5,153     |
| 121 | Papúa Nueva Guinea                     | 5,087     |
| 122 | Albania                                | 5,059     |
| 123 | Gabón                                  | 4,476     |
| 124 | Kuwait                                 | 4,420     |
| 125 | Dinamarca                              | 4,227     |
| 126 | Togo                                   | 4,117     |
| 127 | Irlanda                                | 3,970     |
| 128 | Croacia                                | 3,941     |
| 129 | Botsuana                               | 3,882     |
| 130 | Sierra Leona                           | 3,808     |
| 131 | Trinidad y Tobago                      | 3,802     |
| 132 | Esuatini/Suazilandia                   | 3,796     |
| 133 | Guinea                                 | 3,782     |
| 134 | Jamaica                                | 3,719     |
| 135 | Baréin                                 | 3,485     |
| 136 | Letonia                                | 3,124     |
| 137 | Noruega                                | 3,088     |
| 138 | Finlandia                              | 2,743     |
| 139 | Liberia                                | 2,620     |
| 138 | Mauricio                               | 2,601     |
| 139 | Fiyi                                   | 2,506     |
| 140 | Lesoto                                 | 2,216     |
| 141 | Macedonia del Norte                    | 2,181     |
| 142 | Mauritania                             | 2,175     |
| 143 | Estonia                                | 2,162     |
| 144 | Armenia                                | 1,967     |
| 145 | Omán                                   | 1,960     |
| 146 | Guyana                                 | 1,884     |
| 146 | Bosnia y Herzegovina                   | 1,813     |
| 147 | Maldivas                               | 1,800     |
| 148 | Kosovo                                 | 1,642     |
| 149 | Bahamas                                | 1,617     |
| 150 | Reino Unido: Irlanda del Norte         | 1,565     |
| 151 | Cabo Verde                             | 1,549     |
| 152 | Macao                                  | 1,532     |
| 153 | República del Congo                    | 1,388     |
| 154 | Eslovenia                              | 1,359     |
| 155 | Reunión (Francia)                      | 1,179     |
| 156 | Catar                                  | 1,150     |
| 157 | Bután                                  | 1,119     |
| 158 | Montenegro                             | 1,090     |
| 159 | Belice                                 | 1,046     |
| 160 | Surinam                                | 1,000     |
| 161 | Martinica (Francia)                    | 867       |
| 162 | Barbados                               | 850       |
| 163 | Brunei Darussalam                      | 841       |
| 164 | Malta                                  | 821       |
| 165 | Guadalupe (Francia)                    | 789       |
| 166 | República Centroafricana               | 764       |
| 167 | Timor-Leste (antes Timor Oriental)     | 757       |
| 168 | Guayana Francesa/Guyane (Francia)      | 742       |
| 169 | Chipre                                 | 716       |
| 170 | Yibuti                                 | 662       |
| 171 | Guam (Estados Unidos)                  | 600       |
| 172 | Guinea Bissau                          | 596       |
| 173 | Polinesia Francesa (Francia)           | 563       |
| 174 | Bosnia y Herzegovina: Republika Srpska | 556       |
| 175 | Luxemburgo                             | 548       |
| 176 | Gambia                                 | 543       |
| 177 | Nueva Caledonia (Francia)              | 536       |
| 178 | Santa Lucía                            | 518       |
| 179 | Islas Salomón                          | 500       |
| 180 | Guinea Ecuatorial                      | 500       |
| 181 | Granada                                | 463       |
| 182 | Mayotte (Francia)                      | 428       |
| 183 | Islas Vírgenes (EE. UU.)               | 412       |
| 184 | San Vicente y las Granadinas           | 410       |
| 185 | Samoa                                  | 400       |
| 186 | Curazao (Países Bajos)                 | 377       |
| 187 | Comoras                                | 322       |
| 188 | Seychelles                             | 286       |
| 189 | Santo Tomé y Príncipe                  | 260       |
| 190 | Vanuatu                                | 253       |
| 191 | San Cristóbal y Nieves                 | 220       |
| 192 | Antigua y Barbuda                      | 210       |
| 193 | Islas Caimán (Reino Unido)             | 205       |
| 194 | Dominica                               | 204       |
| 195 | Samoa Americana (Estados Unidos)       | 196       |
| 196 | Tonga                                  | 176       |
| 197 | Islas Marianas del Norte (EE. UU.)     | 175       |
| 198 | Aruba (Países Bajos)                   | 170       |
| 199 | Jersey (Reino Unido)                   | 146       |
| 200 | Islas Vírgenes (Reino Unido)           | 143       |
| 201 | Islandia                               | 141       |
| 202 | Micronesia                             | 132       |
| 203 | Kiribati                               | 129       |
| 204 | Groenlandia (Dinamarca)                | 126       |
| 205 | Bermudas (Reino Unido)                 | 124       |
| 206 | Isla de Man (Reino Unido)              | 109       |
| 207 | Gibraltar (Reino Unido)                | 92        |
| 208 | Palaos                                 | 86        |
| 209 | Guernsey (Reino Unido)                 | 80        |
| 210 | Sint Maarten (Países Bajos)            | 77        |
| 211 | Anguila (Reino Unido)                  | 55        |
| 212 | Andorra                                | 49        |
| 213 | Islas Cook (Nueva Zelanda)             | 47        |
| 214 | Islas Marshall                         | 35        |
| 215 | Mónaco                                 | 14        |
| 216 | Nauru                                  | 14        |
| 217 | Liechtenstein                          | 12        |
| 218 | Tuvalu                                 | 11        |
| 219 | Islas Feroe (Dinamarca)                | 9         |
| 220 | San Marino                             | 7         |